# 网叶山胡椒
网叶山胡椒（学名：Lindera metcalfiana var. dictyophylla）为樟科山胡椒属下的一个变种。